# Romainville

Położenie Romainville w ramach aglomeracji paryskiej

Romainville – miejscowość i gmina we Francji, w regionie Île-de-France, w departamencie Sekwana-Saint-Denis.
Według danych na rok 1990 gminę zamieszkiwały 23 563 osoby, a gęstość zaludnienia wynosiła 6850 osób/km² (wśród 1287 gmin regionu Île-de-France Romainville plasuje się na 118. miejscu pod względem liczby ludności, natomiast pod względem powierzchni na miejscu 791.).